# بول هانسن (سياسي)
بول هانسن (بالدنماركية: Poul Hansen)‏ هو صحفي وسياسي دانمركي، ولد في 27 فبراير 1913 في كوبنهاغن في الدنمارك، وتوفي في 13 أغسطس 1966 في الدنمارك. حزبياً، نشط في الحزب الاشتراكي الديمقراطي (الدنمارك). وقد انتخب عضو فولكتنغ ‏ وانتخب وزير المالية الدنماركي ‏ (15 نوفمبر 1962 – 24 أغسطس 1965) وانتخب وزير الدفاع ‏ (25 مايو 1956 – 15 نوفمبر 1962).